# Evergestis marocana
Evergestis marocana ist ein Schmetterling aus der Familie der Crambiden (Crambidae).

## Merkmale
Die Falter haben eine Flügelspannweite von 20 bis 22 Millimeter. Kopf und Thorax sind hell ockerbraun, das Abdomen ist ockerfarben weißlich. Die Labialpalpen sind kurz und ausladend. Sie sind ockerfarben und an der Basis weiß. Die Stirn (Frons) ist gekrümmt und wölbt sich oberhalb der Zunge (Glossa) nach vorn. Sie ist hell ockerbraun und seitlich mit weißen Schuppen versehen. Der Scheitel (Vertex) ist büschelig beschuppt. Die Vorderflügel haben eine gelbe Grundfärbung. Sie sind ziemlich schmal und haben einen spitzen Apex. Die innere und die äußere Querlinie sind erkennbar. Das Saumfeld ist rostbraun und mit einem Submarginalfleck gezeichnet. Die Fransenschuppen sind einheitlich dunkelgrau. Die Hinterflügel sind perlmuttfarben gelblich weiß und haben einen ausgeprägten grauen Rand. Die äußere Querlinie ist undeutlich. Die Fransenschuppen sind weißlich grau und an der Spitze bräunlich. Auf den Vorderflügelunterseiten ist die Zeichnung der Oberseite grau angedeutet. Die Intensität der dunkel gefärbten Bereiche auf den Vorderflügeln ist variabel.
Bei den Männchen sind die Valven ziemlich kurz und an der Basis schmaler. Sie verbreitern sich zum Apex. Der Uncus ist ziemlich kurz und dünn und mit kräftigen Haaren und Plättchen versehen. Der Gnathos ist dünn und an der Basis ziemlich breit. Er endet in einem rundlichen gezähnten Kamm. Die Juxta ist lang und dünn, Vinculum und Saccus sind klein. Der Phallus ist mäßig lang und ziemlich dünn. Er ist mit kleinen Cornuti versehen.
Bei den Weibchen haben die Papillae anales ventral zwei lange Lobi. Die Apophysen sind recht kurz. Das Antrum ist ziemlich lang und dünn. Es ist sklerotisiert und in der Mitte etwas gezahnt. Dem Ductus seminalis gegenüber befindet sich eine kleine, abgewinkelte, rundliche Verdickung. Der Ductus bursae ist ziemlich kurz und gerade. Die Bursa ist oval und mit zwei sklerotisierten Signa versehen. Der sklerotisierte Ring, der sich vor dem Ductus seminalis befindet, ist länger als bei den ähnlichen Arten.

## Ähnliche Arten
Evergestis marocana kann von den ähnlichen Arten Evergestis politalis und Evergestis dumerlei anhand der netzartig gezeichneten Vorderflügel und der deutlich grau gerandeten Hinterflügel unterschieden werden.

## Verbreitung
Evergestis marocana ist in Frankreich, Spanien, Portugal und Nordafrika (Marokko) verbreitet. Ein einzelnes Exemplar wurde in Sizilien gefunden.

## Biologie
Die Lebensweise der Raupen unterscheidet sich nicht von Evergestis politalis. Die Falter fliegen von Mai bis Oktober in zwei Generationen. In Marokko sind auch weitere Generationen möglich. Im Mittleren Atlas wurde die Art bis in 1650 Meter Höhe nachgewiesen. In Portugal lebt Evergestis marocana in den Sanddünen der Westküste.

## Systematik
Das Taxon wurde von Rungs 1979 mit E. politalis und ebenso von Leraut 1997 synonymisiert (Falschschreibung "maroccana"). Leraut stellte allerdings 2003 den Artstatus wieder her. Aus der Literatur ist das folgende Synonym bekannt:
- Pionea verbascalis var. marocana  D. Lucas, 1956

## Belege
1. 1 2 3 4 5 6 7  Barry Goater, Matthias Nuss, Wolfgang Speidel: Pyraloidea I (Crambidae, Acentropinae, Evergestinae, Heliothelinae, Schoenobiinae, Scopariinae). In: P. Huemer, O. Karsholt, L. Lyneborg (Hrsg.): Microlepidoptera of Europe. 1. Auflage. Band 4. Apollo Books, Stenstrup 2005, ISBN 87-88757-33-1, S. 93 (englisch).
2. 1 2  Evergestis marocana bei Fauna Europaea. Abgerufen am 24. Oktober 2013
3. ↑  Evergestis marocana (D. LUCAS, 1956). Lepiforum e. V.: Bestimmungshilfe des Lepiforums für die in Deutschland, Österreich und der Schweiz nachgewiesenen Schmetterlingsarten., abgerufen am 24. Oktober 2013.
4. ↑  Global Information System on Pyraloidea (GlobIZ). Abgerufen am 9. Oktober 2013.